# Naděžda Dvořáková
Naděžda Dvořáková, rozená Charitonová (* 27. října 1939 České Budějovice) je česká architektka a spisovatelka působící v Českých Budějovicích. Společně se svým manželem Antonínem Dvořákem založila architektonický ateliér s názvem Ateliér AD.

## Život
V roce 1948 se s rodinou přestěhovali do Českého Krumlova. Jejím otcem byl Andrej Danilovič Charitonov, ředitel českokrumlovské mlékárny a matkou Marie Charitonová. Vystudovala českokrumlovské gymnázium a poté pokračovala ve studiích na Fakultě architektury a pozemního stavitelství ČVUT v Praze.
V roce 1962 nastoupila jako první žena do českobudějovického Stavoprojektu. Zde navázala profesní spolupráci s architektem Antonínem Dvořákem, jenž se později stal i jejím životním partnerem. Od roku 1983 byla členkou redakční rady časopisu Architektura ČSR, kam i sama přispívala.
V roce 1990 založili s manželem vlastní architektonický ateliér s názvem Ateliér AD.
Kromě architektonické tvorby se Naděžda Dvořáková věnuje i psaní. V roce 2018 vydala svou první básnickou sbírku s názvem Heřmánku hořký...: verše psané pro mlčení a o tři roky později ji následoval román s názvem Cesty.

## Tvorba

### Budova OV KSČ v Pelhřimově (1977–1986)
Tato stavba je první ze čtyř realizací okresních sekretariátů KSČ, které navrhla se svým manželem. Záměrem bylo postavit "obyčejnou" administrativní budovu, která se záměrně vyhýbá monumentálnosti (kterou požadovalo KSČ) a naopak vyzdvihuje detail. Využití slunolamů v kombinaci s vertikálními pásy keramických obkladů opticky snížilo budovu a propojilo ji s okolím. Používání keramických obkladů se poté stalo jedním z charakteristických rysů tvorby manželů Dvořákových. V současné době je budova zrekonstruována a využívána jako Územní odbor Policie ČR. Před budovou se nachází původní skulptura květu tulipánu se stranickým symbolem, jejímž autorem je František Mrázek.

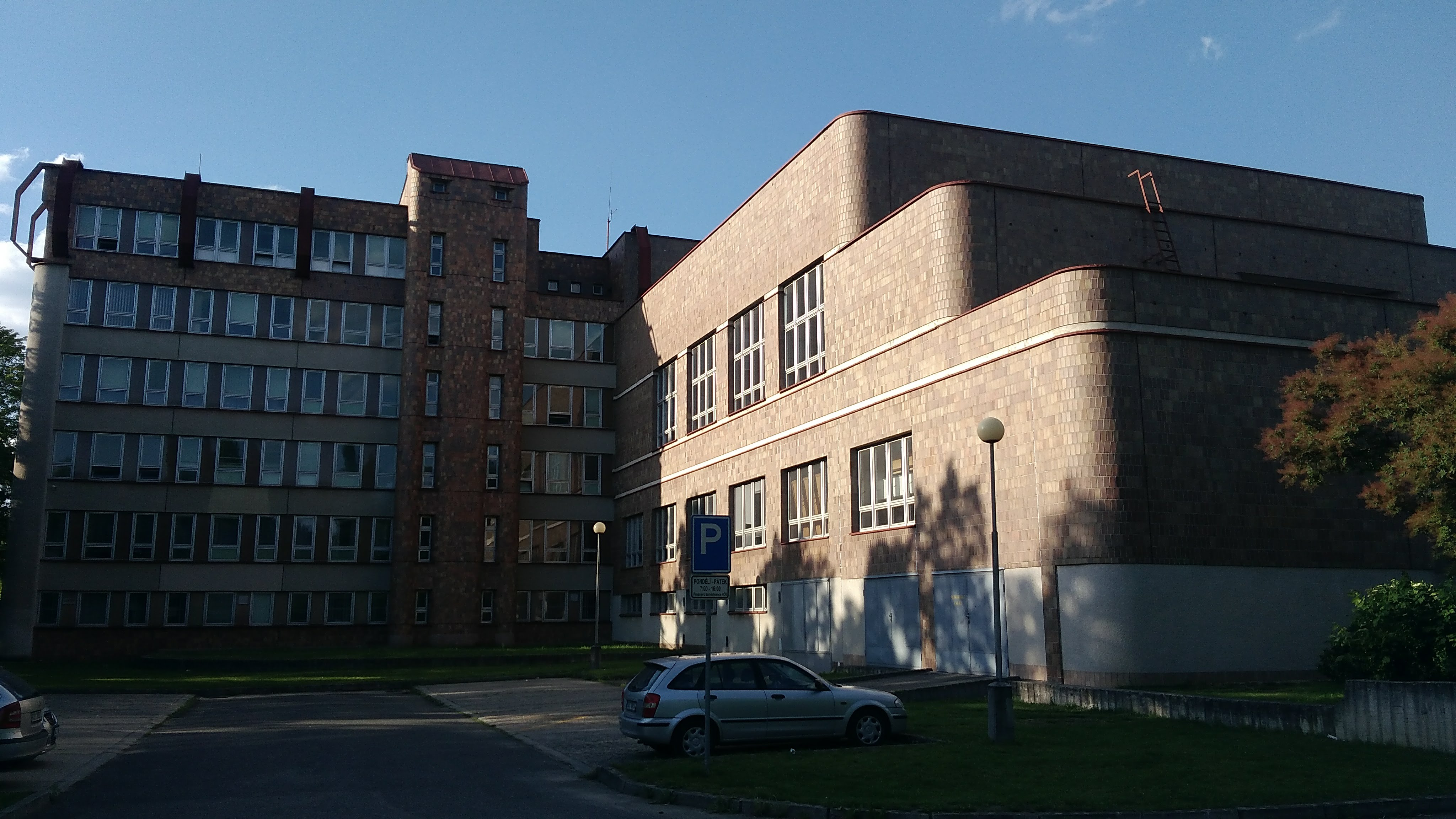
Budova bývalého OV KSČ v Písku. V současné době Policejní ředitelství. (před rekonstrukcí)

### Budova OV KSČ v Písku (1981–1985)
Po úspěšné realizaci sekretariátu v Pelhřimově byli Dvořákovi vybráni i pro stavbu sekretariátu v Písku. Budova byla postavena v blízkosti původního Pietního parku (bývalého hřbitova), nedaleko historického centra města. Architekti navrhli budovu, která minimálně zasahovala do tehdejšího prostředí. Projekt byl tvořen hlavním podélným administrativním objektem, jenž byl situován rovnoběžně s hranicí stavebního pozemku a k samotnému parku se pak přiblížila pouze část se zasedacím sálem, která z té administrativní kolmo vybíhala. V současné době se zde nachází Policejní ředitelství.

### Budova OV KSČ v Jindřichově Hradci (1985–1988)

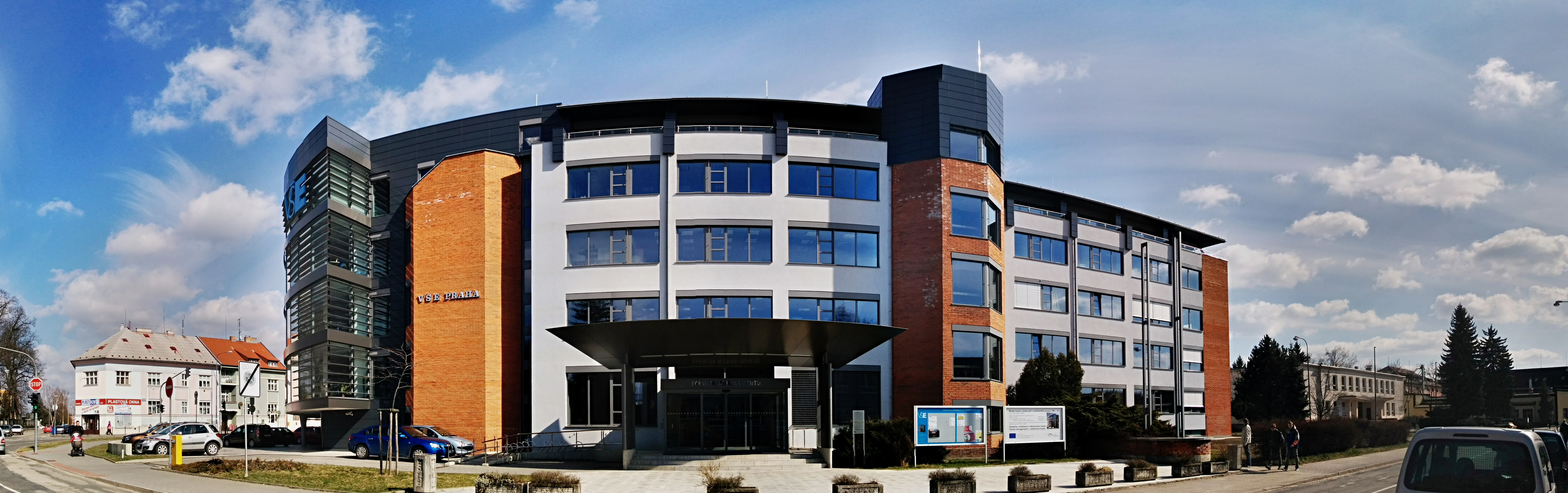
Bývalá budova OV KSČ, dnes Fakulta managementu VŠE Praha. (po nových dostavbách)

Původně na místě stával starý renesanční Pezellenův dvorec, který byl roku 1981 zbourán. Stavba sekretariátu započala v roce 1985. Manželé Dvořákovi vytvořili jednoduchou administrativní budovu, jenž mohla být snadno adaptovatelná pro jiné účely. Je zde znovu využit jejich charakteristický prvek režných cihel zkombinovaný s prostě omítnutými bílými plochami. Prvně se zde ve větší míře uplatňuje prvek úhlopříčných okosů a mohutného skleněného válce. Budova svému účelu sloužila pouhých 18 měsíců. Po Sametové revoluci byla přizpůsobena potřebám Jihočeské univerzity. V roce 2015 byla stavba obohacena o dostavby, za nimiž stojí architekt Milan Špulák. V současné době je budova využívána Vysokou školou ekonomickou, která zde má Fakultu managementu.

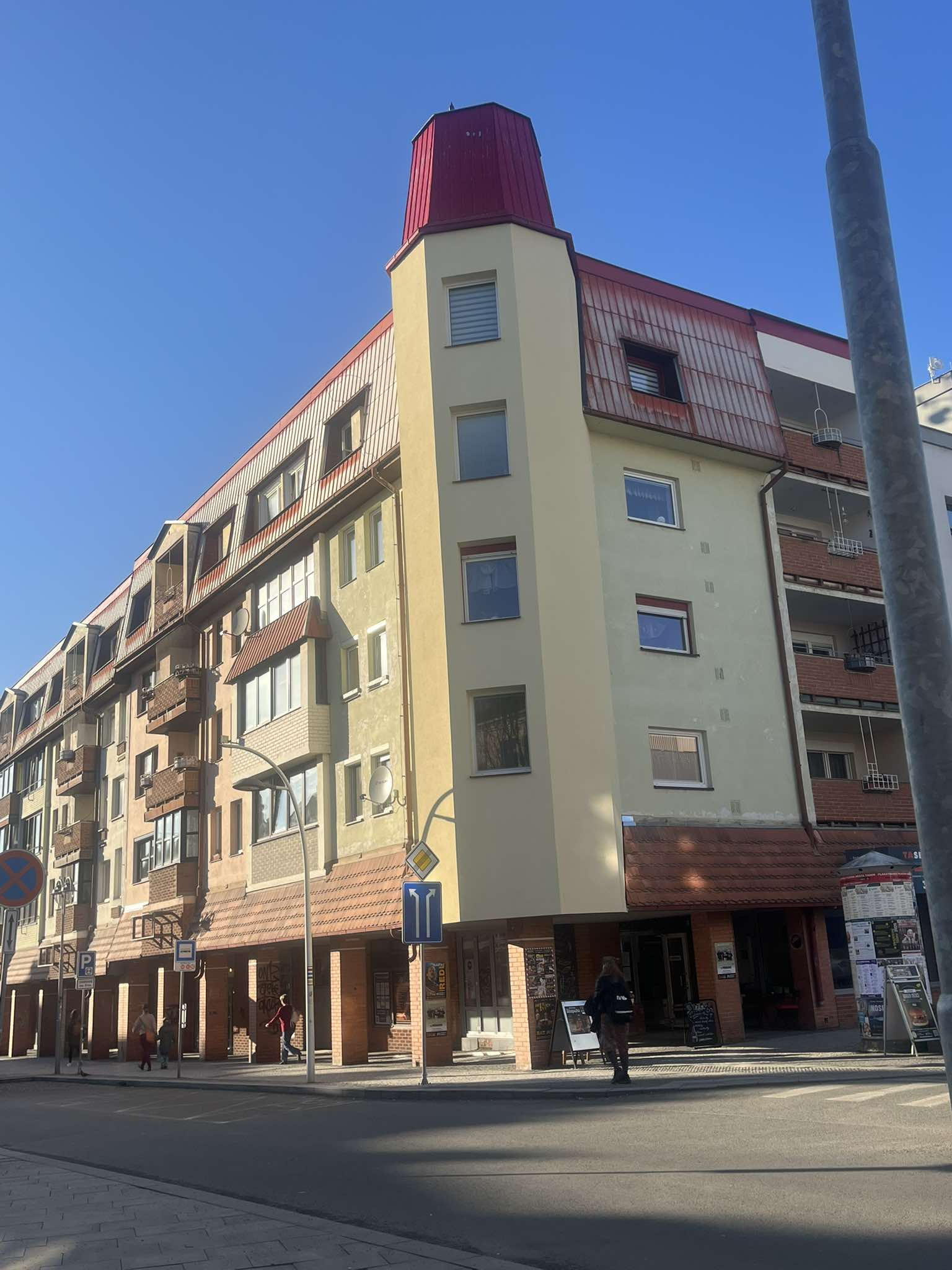
Integrovaný obytný dům v Táboře (po rekoonstrukci, drobné změny)

### Integrovaný obytný dům v Táboře (1987–1993)
Integrovaný obytný dům (zvaný Integro) vznikal současně se stavbou sekretariátu OV KSČ. Na projektu se podílel s manželi Dvořákovými také architekt Jaromír Kročák. Budova byla postavena na původní historické zástavbě tak, aby dodržovala předchozí uliční čáru. Konstrukce objektu je založena na skeletu MS-71, který byl využívá na stavby panelových domů. Budovu tvoří čtyři patra. Průčelí je vizuálně děleno vertikálními pásy odlišných, jak barvou, tak materiálem. K rozbití hmoty napomáhají také okna, arkýře a lodžie různých tvarů a velikostí. Přízemí domu je řešeno jako obchodní parter, poslední jako mansarda a zbytek jsou obytné prostory.

### Budova OV KSČ v Táboře (1986–1994)

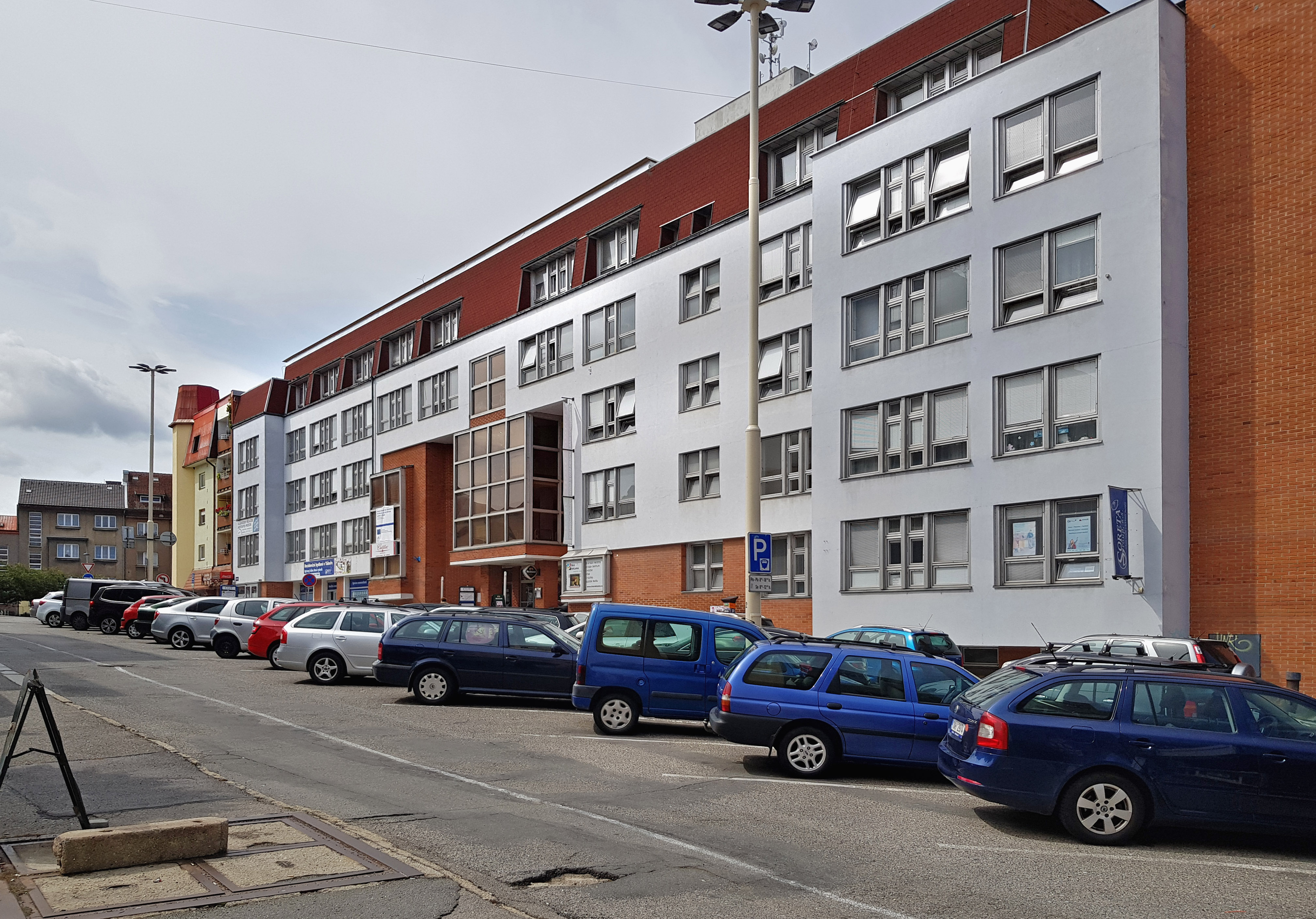
Bývalá budova OV KSČ Tábor, později Jihočeská univerzita. V současné době Centrum Univerzita. (před rekonstrukcí)

Jde o budovu, jejíž projekt pochází z roku 1986 a podílel se na něm s manželi Dvořákovi i architekt Jaromír Kročák. Budovu tvoří čtyři propojené celky se dvorem uprostřed. Hlavní vstup je situován do Vančurovy ulice. Fasádu tvořilo režné zdivo v kombinaci s bílým omítnutím. (Budova prošla rekonstrukcí a fasáda je dnes bez režného zdiva.) Jedná se o budovu se čtyřmi nadzemními podlažími a jedním podzemním podlažím, kde se nacházejí garáže a sklady. Během výstavby ztratila budova svůj účel a tak bylo nutné rozhodnout o jejím novém využití. Rozhodnutí padlo na školské zařízení a projekt byl tomu náležitě upraven. V současné době je budova v soukromém vlastnictví a v přízemí se nachází restaurace.

### Další realizace (výběr)
- scénografie pro divadelní soubor Zeyer a D 111, České Budějovice, 1950–1968 (s Antonínem Dvořákem)[3]
- domy pro zemědělce, Zdíkov, 1970 (s Antonínem Dvořákem)[20]
- základní škola, Frymburk, 1975 (s Antonínem Dvořákem)[21]
- obytná skupina atriových domů, Voříškův dvůr, České Budějovice, 1976 (s Antonínem Dvořákem)[22]
- penzion pro staré lidi, Borovany, 1979 (s Antonínem Dvořákem)[2]
- zábavní dětský park, Jindřichův Hradec, 1982[23]
- divadelní kavárna Metropol a rekonstrukce domu kultury Metropol, České Budějovice, 1989 (s Antonínem Dvořákem)[3]
- penzion pro seniory, Prosiměřice u Znojma, 1993 (s Antonínem Dvořákem)[2]
- hraniční přechod s celnicí, Slavonice, 1994 (s Antonínem Dvořákem)[2]
- přírodní divadlo, Hořice na Šumavě, 1994 (s Antonínem Dvořákem)[2]
- rekonstrukce barokního areálu a přístavba karmelitánského kláštera, Kostelní Vydří, 1996 (s Antonínem Dvořákem)[2]
- Církevní základní škola a mateřská škola, České Budějovice, 1998 (s Antonínem Dvořákem)[2]